# Juan Cárdenas (jesuita)

Crisis theologica, 1694

Juan Cárdenas, fue un religioso, escritor y jesuita español, nacido en Sevilla en 1613, y fallecido el 6 de junio de 1684. Entró en la Compañía de Jesús a la edad de 14 años, y tuvo los cargos de rector, maestro de novicios y provincial.

## Obra
Escribió algunos pequeños tratados ascéticos: "Siete meditaciones sobre Jesús crucificado" (Sevilla, 1678), y "Geminum sidus Mariani diadematis" (Lyon, 1673), y también compuso dos biografías piadosas: "Historia de la Vida y Virtudes de la Venerable Virgen Damiana de las Llangas", (Sevilla, 1675) y "Breve Relación de la Muerte, Vida y Virtudes del Venerable Cavallero Don Miguel de Mañara Vicentelo de Leca" (Sevilla, 1679).
Es recordado por sus aportaciones a la teología moral que le ganaron el aprecio de San Alfonso Ligorio. Dentro de la polémica entre el Laxismo y Rigorismo, apoyó el Probabilismo. Una de sus obras "Crisis theologica bipartita, sive Desputationes selectae" (Lyon, 1670), produjo gran controversia, y alcanzó gran divulgación.
En las ediciones de Venecia, de 1694, 1700 y 1710, se incluyen las proposiciones condenadas por el Papa en 1679. Esta obra fue compendiada por el Padre Kugler, S.J., con el título: Crisis theologica in qua plures selectae difficultates ex morali theologia ad lydium veritatis lapidem revocantur ex regula morem posita a SS. D.N. Innocentis XI P.M., etcétera.